# Вольфгарт Панненберґ
Вольфгарт Панненберґ (нім. Wolfhart Pannenberg; 2 жовтня 1928, Штеттин — 4 вересня 2014, Мюнхен) — німецький лютеранський теолог та філософ релігії.
Дослідження вченого були зосереджені на питаннях щодо об'явлення Бога в історії та довіру до християнства в сучасному світі. Він вважав, що християнство має бути відкритим до діалогу з філософією та наукою, через що він критикував відмову діалектичної та екзистенціальної теології від природної теології та відокремлення одкровення від історії.

## Біографія
Вольфгарт Панненберґ народився в родині митника. Був хрещений у лютеранській церкві, але в дитинстві не брав активної участі в релігійному житті та не мав християнської освіти. Його батьки були настільки відчужені від церкви, що покинули її. В автобіографічній нотатці Панненберґ згадував, що його батько часом хвилювався, що син нехтує школою та займається несерйозними предметами через свою любов до музики.
Сім'я часто переїжджала через роботу батька. У 1942 році Панненберґ приїхав до Берліна.
Під час Другої світової війни став солдатом у 1944 році у віці 16 років. На відміну від багатьох своїх однокласників, він уникнув смерті на Східному фронті, завдяки тому що потрапив на короткий час у британський полон у 1945 році.
За його свідченням, 6 січня 1945 року, коли він побачив захід сонця, він мав надзвичайний духовний досвід. Щоб зрозуміти його, він почав вивчати праці видатних філософів і теологів. На це навернення також мав вплив його вчителя, який викладав літературу в останні роки середньої школи. Цей вчитель був членом Сповідної церкви під час нацистського правління. В результаті своїх духовних пошуків Вольфгарт Панненберґ переконався в істинності християнської віри.
З 1947 року почав вивчати філософію та теологію в університеті Гумбольдта у Берліні. До цього рішення його підштовхнув критичний розгляд творчості Фрідріха Ніцше. За свідченням біографі Клауса Кошорке, образ християнства, переданий Ніцше, суперечив досвіду Панненберґа.
У 1948—1949 роках навчався в Геттінгенському університеті у Клауса Гартмана, а потім у Базельському університеті у Карла Барта та Карла Ясперса.
З 1951 року в Гейдельберзькому університеті, де вивчав теологію під керівництвом Карла Льовіта та відвідував теологічні лекції Гюнтера Борнкамма, Пітера Бруннера і Герхард фон Рада. Там у 1953 році він захистив свою докторську дисертацію про вчення Дунса Скота про приречення, написане під керівництвом Едмунда Шлінка, а через два роки отримав науковий ступінь після аспірантури на основі дисертації про роль аналогії в західній теології. Його наукова робота, почата 1955 році, стосувалась зв'язку між аналогією та одкровенням, особливо дискусії про концепцію аналогії в доктрині пізнання Бога, і була опублікована (злегка доповнена) лише у 2007 році.
У 1954 році він одружився з Хільке С. Шютте.
З 1955 року Вольфгарт Панненберґ викладач у Гейдельберзького університету.
8 липня 1956 року він був висвячений на служіння в церкві Св. Петра в Гейдельберзі.
З 1958 по 1961 рік він був професором систематичної теології в Церковній Вищій школі у Вупперталі, де також викладав Юрген Мольтман. Потім, з 1961 по 1968 рік, він працював в університеті Майнца.
У 1968 році обійняв посаду на нещодавно заснованому факультеті євангельської теології Мюнхенського університету, де він також був директором Інституту екуменічної та фундаментальної теології. Був запрошеним професором у Чиказькому університеті (1963), Гарвардському університеті (1966) і Клермонтській школі теології (1967).
Заснований Панненберґом Інститут екуменічної та фундаментальної теології сприяв діалогу з римо-католицьким богослов'ям. Цією діяльністю теолог заслужив визнання як один із найвидатніших представників лютерано-католицького богословського діалогу. Численні католицькі богослови займалися теологією Панненберґа, включаючи пізніших кардиналів Курта Коха та Вальтера Каспера.
В 1975—1990 роках був учасником комісії «Віра і порядок» Всесвітньої ради церков від Євангелічної церкви Німеччини.
З 1994 року вийшов на пенсію.
Помер у віці 85 років у 2014 році.
Протягом своєї наукової кар'єри Панненберґ залишався плідним письменником. Станом на грудень 2008 року на його «сторінці публікацій» на веб-сайті Мюнхенського університету перелічено 645 наукових публікацій за його ім'ям.
Теологія Панненберґа мала великий міжнародний вплив. Вчений був одним із найвідоміших протестантських теологів сучасності. Серед його учнів Крістін Акст-Піскалар, Вальтер Діц, Еккехард Мюленберг, Фрідеріке Нюссель, Ян Ролс, Фальк Вагнер і Гюнтер Венц.

## Богословські ідеї

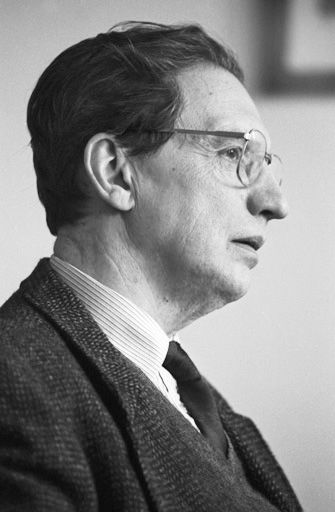
Вольфгарт Панненберґ

У Гейдельберзі Вольфгарт Панненберґ був одним з учасників студентського наукового гуртка, який через деякий час отримав назву «панненбергського гуртка». Результатом дискусій цього гуртка стала спільна праця Offenbarung als Geschichte (Об'явлення як історія), в якій Панненберґ запропонував нову концепцію об'явлення у семи догматичних тезах. Хоча на Панненберґа глибоко вплинув Барт і його теологія Слова Божого, він вважав, що відкидання природної теології та відокремлення теології від історії було помилкою. За думкою Панненберґа, одкровення відбулося в історії, особливо в історії Ізраїлю, та в житті та діяльності Ісуса Христа. Найвищою мірою це проявилося в його воскресінні. Не можна відокремити «Ісуса історичного» від «Христа віри», як це зробив Рудольф Бультман. Воскресіння — це не просто питання віри, яке зробило б християн замкнутою групою володарів таємних знань, а історична реальність, свідками якої є всі люди, які мають про це джерела. Оскільки кожне історичне джерело можна поставити під сумнів, ці джерела не дають впевненості у воскресінні — це може дати лише віра. Віра виходить за межі доказів, але вона базується на них і не суперечить їм.
Оскільки одкровення відбувається в історії, його виконання відбудеться лише в кінці історії, лише тоді люди дізнаються повну правду. Це надало теології Вольфгарт Панненберґ есхатологічної орієнтації. Однак це не означає, що люди залишаються в темряві, бо воскресіння є передчуттям кінця історії. Усе, що було відкрито в історії з часів Ісуса, не є новою якістю, але тим самим об'явленням, яке вже відбулося в долі Христа. Роблячи це, теолог відкриває християнську віру для загального людського досвіду та раціонального міждисциплінарного дискурсу. Одкровення не повинно бути виправдане авторитетом церковного авторитету, але має підтвердити себе в середовищі автономного філософського та історичного розуму. Отже, інтенсивний дискурс із філософією, а також із соціальними та природничими науками був однією з визначних рис теологічної роботи Панненберґа.
У Grundzüge der Christologie Панненберґ розрізняє «Христологію зверху» та «Христологію знизу» як два різні методи практики христології. Для першого відправною точкою є божественність Сина Божого, а потім розглядається його втілення та наслідки. Панненберґ ігнорує цей метод, але має справу з другим, у якому відправною точкою є людська природа Ісуса з Назарету. Доказом божественності Ісуса є його воскресіння, яке показує справедливість усіх його тверджень. Він бачить втілення як завершення, а не вихідну точку христології.
У своїй подальшій богословській діяльності Панненберґ розвинув підхід до Одкровення як історії. Особливо важлива його робота з наукової теорії теології. Він вважав, що богословські твердження, в тому числі твердження про існування Бога, є «гіпотезами», які мають бути доведені досвідом. Ця перевірка може відбутися лише опосередковано. Остаточна перевірка можлива лише в загробному житті — ідея, яку Панненберг перейняв від Джона Хіка. З цієї причини (систематичне) богослов'я не повинно формально припускати істинність християнських тверджень віри, заснованих на авторитеті Одкровення. Швидше, це їхнє завдання — обґрунтувати цю істину.
У 1970-х роках Панненберґ зацікавився відносинами між теологією та наукою. Це можна розглядати як розширення його інтересу до теології історії. У своїх роботах він взявся за аналіз думки П'єра Тейяра де Шардена. Панненберґ бачить різницю між теологією та наукою, вважаючи їх взаємодоповнюючими. Він критикує твердження Барта про те, що наука абсолютно байдужа до християнського проголошення творіння. Для Панненберґа це означає відмову від теологічного опису світу, який відчувають люди та описує сучасна наука. Він вважав філософію простором для діалогу між наукою та теологією.
У своїх працях кінця 1960-х років Панненберґ показав позитивні наслідки секуляризації, коріння якої він бачив у Реформації, яка полягає у звільненні життя від опіки Церкви. Пізніше він став більш критично ставитися до цього, помічаючи негативні наслідки віднесення релігії до виключно приватної та суб'єктивної сфери. Християнство має брати участь у дебатах у сфері об'єктивної істини, і для цього воно має базувати свої аргументи на антропології. Християнська теологія повинна бути відкритою для висновків гуманітарних та емпіричних наук, критично сприймаючи їх. Антропологія не може надати доказів існування Бога чи дійсності релігії, але вона може допомогти спростувати атеїстичні тези щодо ролі релігії для існування людини.

## Нагороди та відзнаки
- 1987 — Хрест заслуги 1-го ступеня.
- 1993 — Баварський орден «За заслуги».
- 1995 — Баварський орден Максиміліана за науку і мистецтво.

Почесні докторські звання :
- Університет Глазго (1972)
- Манчестерський університет (1977)
- Дублінський університет (1979)
- Університет Сент-Ендрюса (1993)
- Кембриджський університет (1997)
- Комільяський папський університет (1999)

## Вибрана бібліографія
- Die Prädestinationslehre des Duns Skotus im Zusammenhang der scholastischen Lehrentwicklung. Forschungen zur Kirchen- und Dogmengeschichte 4. Vandenhoeck & Ruprecht, Göttingen 1954 (Dissertation)
- Offenbarung als Geschichte, Göttingen 1961.
- Was ist der Mensch? Die Anthropologie der Gegenwart im Lichte der Theologie, Göttingen 1962.
- Grundzüge der Christologie, Gütersloh 1964.
- Grundfragen systematischer Theologie, Göttingen 1967.
- Thesen zur Theologie der Kirche, München 1970.
- Christentum und Mythos. Späthorizonte des Mythos in biblischer und christlicher Überlieferung, Gütersloh 1972.
- Gottesgedanke und menschliche Freiheit, Göttingen 1972.
- Wissenschaftstheorie und Theologie, Frankfurt 1973.
- Gegenwart Gottes. Predigten, München 1973.
- Ethik und Ekklesiologie. Gesammelte Aufsätze, Göttingen 1977.
- Die Bestimmung des Menschen. Menschsein, Erwählung und Geschichte, Göttingen 1978.
- Anthropologie in theologischer Perspektive, Göttingen 1983.
- Christliche Spiritualität: theologische Aspekte, Göttingen 1986.
- Metaphysik und Gottesgedanke, Göttingen 1988.
- Systematische Theologie, T. I—III, Göttingen 1988/1991/1993.
- Theologie und Philosophie. Ihr Verhältnis im Lichte ihrer gemeinsamen Geschichte, Göttingen 1996.
- Problemgeschichte der neueren evangelischen Theologie in Deutschland. Von Schleiermacher bis zu Barth und Tillich, Göttingen 1997.
- Beiträge zur systematischen Theologie, T. I—III, Göttingen 1999/2000.
- Freude des Glaubens. Predigten, München 2001.
- Beiträge zur Ethik, Göttingen 2004.

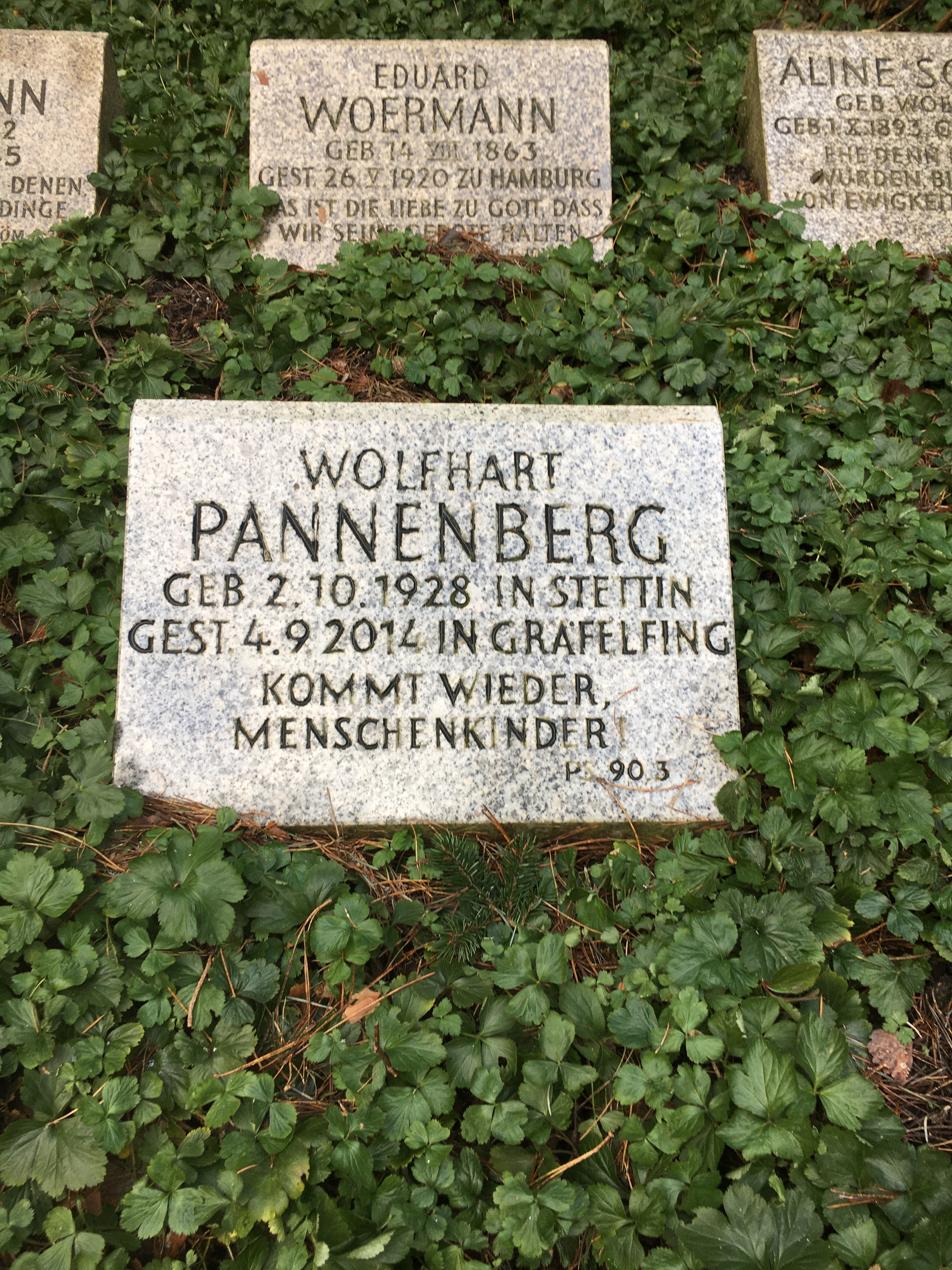
Могила вченого на кладовищі Ольсдорф у Гамбурзі